# Orlanda Amarílis
Orlanda Amarílis, właśc. Orlanda Amarílis Lopes Rodrigues Fernandes Ferreira (ur. 1924 w Assomadzie, zm. 1 lutego 2014 w Lizbonie) – kabowerdeńska pisarka.

## Życiorys
Urodziła się w 1924 roku w Assomadzie, na wyspie Santiago. Jej siostra, Ivone Ramos, również została pisarką. W połowie lat 50. Amarílis zamieszkała w Portugalii i spędziła większość życia w Lizbonie.
W dziedzinie literatury niefikcjonalnej zadebiutowała młodo, publikując kilka artykułów i kronik na łamach kabowerdeńskiego magazynu „Certeza”, zaś w wieku pięćdziesięciu lat ukazały się jej pierwsze utwory niefikcjonalne. Została pierwszą kobietą z Zielonego Przylądka, która opublikowała dzieło literatury niefikcjonalnej o długości powieści. Współpracowała z magazynami „Colóquio/Letras”, „África” i „Loreto 13”, jej twórczość ukazała się także w kilku antologiach.
W trylogii zbiorów opowiadań Cais-do-Sodré té Salamans, Ilhéu dos Pássaros i A Casa dos Mastros odeszła od tradycyjnych tematów poruszanych przez pokolenie autorów związanych z magazynem „Claridade”, skupionych na opisywaniu kabowerdeńskiej rzeczywistości przez pryzmat izolacji, prowincjonalności i nieprzewidywalności przyrody. Choć trylogia opisuje życie tak na miejscu, jak i diaspory, tym samym wpisując się w lokalną tradycję emigracji, bohaterowie nie odnajdują lepszego życia poza granicami ojczyzny, a ich nowe życie w Lizbonie często jest równie trudne. Kobiece postaci, którym poświęcała wiele miejsca, natrafiają na ten sam schemat patriarchalnej kontroli, który znany był im z wysp Zielonego Przylądka.
Jej mężem był literat Manuel Ferreira (1917–1992).
Zmarła 1 lutego 2014 roku w Lizbonie.

## Twórczość

### zbiory opowiadań
- 1974: Cais-do-Sodré té Salamansa[4]
- 1983: Ilhéu dos Pássaros[4]
- 1989: A Casa dos Mastros[4]

### książki dla dzieci
- 1987: Folha a Folha (wraz z Marią Albertą Menéres)
- 1990: Facécias e Peripécias
- 1997: A Tartaruguinha